# 330. Infanterie-Division (Wehrmacht)
La 330. Infanterie-Division fu una divisione dell'esercito tedesco attiva durante la seconda guerra mondiale che venne creata nel 1941 e fu schierata lungo il fronte orientale dove fu sciolta nel 1943.

## Storia

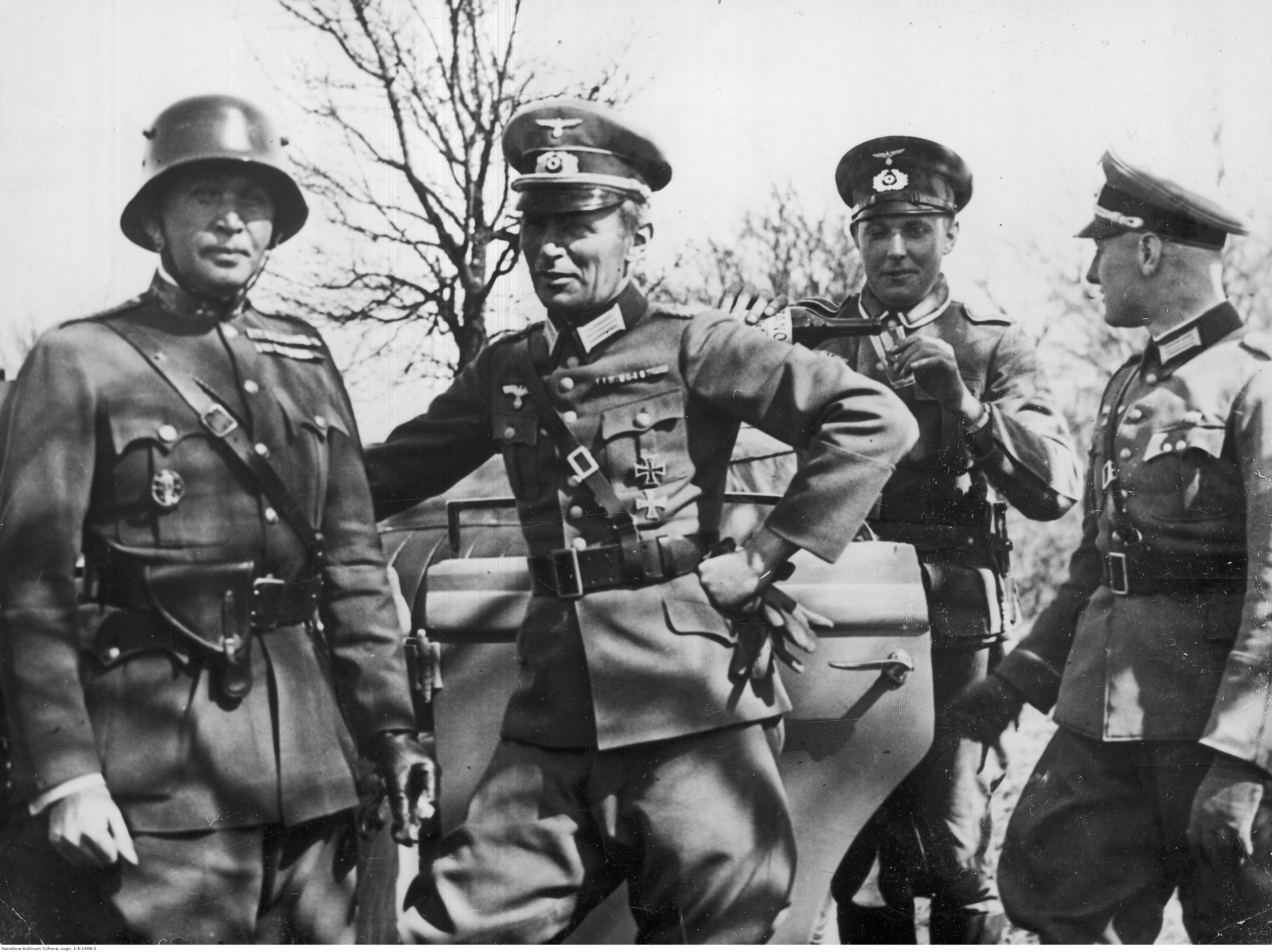
Il generale della divisione Edwin Graf von Rothkirch und Trach

La divisione fu costituita il 19 dicembre 1941, nell'area di addestramento militare di Wandern ed era una cosiddetta unità “Valchiria”, ovvero unità che furono costituite in brevissimo tempo da personale addestrativo e sostitutivo dell'esercito di riserva e da guariti; avevano lo scopo di garantire la rapida formazione di unità operative in caso di atterraggi aerei in patria o di disordini nei territori occupati. La divisione fu schierata sul fronte orientale, a Siedlce e servì negli anni seguenti tra Demidov e Orša. Il 2 novembre 1943 la divisione fu sciolta ed i resti formarono il Divisions-Gruppe 330 che servì sotto la 342. Infanterie-Division.

## Ordine di battaglia
330. Infanterie-Division 1941
- Infanterie-Regiment 554
- Infanterie-Regiment 555
- Infanterie-Regiment 556
- Artillerie-Regiment 330
- Pionier-Bataillon 330
- Panzerjäger- und Aufklärungs-Abteilung 330
- Divisions-Nachrichten-Abteilung 330
- Divisions-Nachschubführer 330

330. Infanterie-Division 1943
- Grenadier-Regiment 554
- Grenadier-Regiment 555
- Artillerie-Regiment 330
- Pionier-Bataillon 330
- Panzerjäger- und Aufklärungs-Abteilung 330
- Divisions-Nachrichten-Abteilung 330
- Divisions-Nachschubführer 330

## Decorazioni
Alcuni soldati della 330. Infanterie-division furono premiati per le loro azioni in guerra:
- Croce Tedesca
  - in oro: 2
- Croce di Cavaliere della croce di ferro: 1

## Comandanti
- Generalleutnant Karl Graf (17 dicembre 1941 - 5 gennaio 1942)
- General der Kavallerie Edwin Graf von Rotkirch und Trach (5 gennaio 1942 - 22 giugno 1943)
- Generalmajor Georg Zwade (22 giugno 1943 - 23 settembre 1943)
- Generalleutnant Wilhelm Falley (23 settembre 1943 - 5 ottobre 1943)
- Generalmajor Hans Sauerbrey (5 ottobre 1943 - 2 novembre 1943)[1]